# Riksdagsdirektör
Riksdagsdirektören är kammarsekreterare och förvaltningschef i den svenska riksdagen. Riksdagsdirektören väljs av riksdagen och är ytterst ansvarig för servicen till riksdagsledamöterna, arbetsförhållandena för riksdagsledamöter och riksdagens anställda, samt för informationen till allmänheten om riksdagens arbete och funktion. Riksdagsdirektören är även ytterst ansvarig för att skapa goda förhållanden för riksdagens engagemang i det internationella parlamentariska arbetet.
Riksdagsdirektören deltar utan rösträtt i riksdagsstyrelsens sammanträden. Under styrelsen leder riksdagsdirektören ledamotsrådet som är ett ”råd för ledamotsnära frågor” av intresse för riksdagsledamöterna, till exempel bostadsfrågor, resebestämmelser och teknisk utrustning.
Sedan hösten 2018 är Ingvar Mattson riksdagsdirektör.

## Riksdagsdirektörer
- 1971–1988: Sune K. Johansson
- 1988–1998: Gunnar Grenfors
- 1998–2010: Anders Forsberg
- 2010–2018: Kathrin Flossing
- 2018–: Ingvar Mattson